# Crapette (gioco di carte)
Crapette è un gioco di carte giocato da due giocatori con due mazzi da 52 carte, simile a un solitario, con lo scopo di rimettere in ordine tutte le carte di ciascun seme, in otto pile ordinate dall'asso fino al Re. Vince il giocatore che riesce per primo a scoprire e sistemare sul tavolo di gioco tutte le carte del proprio mazzo.

## Le regole del gioco

### Preparazione
Ogni giocatore prende un mazzo di 52 carte, lo mescola e poi lo dà all'avversario perché lo tagli. I due mazzi di carte avranno un dorso diverso per facilitarne la ricostituzione a fine partita.
Ogni giocatore pesca una per una le prime 13 carte dalla cima del suo mazzo per formare una pila coperta, che posiziona davanti a sé, alla sua destra. Questa pila di 13 carte si chiama crapette.
Poi posiziona le successive 4 carte del suo mazzo, a faccia in su, in colonna verticale sopra la sua crapette. Tra le due colonne di 4 carte dei due giocatori è necessario lasciare uno spazio di poco più di 2 carte che servirà durante il gioco per posizionare gli otto semi da riordinare.
Le restanti 35 carte del mazzo di ciascun giocatore costituiscono il suo "tallone" da posizionare, a faccia in giù, allo stesso livello della crapette, sotto la colonna alla sua sinistra.
Ciascun giocatore gira la prima carta della propria crapette e chi ha scoperto la carta più alta inizia il gioco. In caso di parità, inizia chi ha piazzato la carta più alta sul tavolo oppure vale la regola dei semi o dei colori.

### Svolgimento
Il giocatore di turno scopre la carta in cima al suo mazzo (tallone) e poi fa quante più mosse sia possibile spostando una per volta le carte sul tavolo, secondo le regole del gioco. Quando ha finito, cioè ritiene di non avere più carte scoperte da sistemare, scarta l'ultima carta scoperta dal suo tallone, spostandola, a faccia in su, in una pila degli scarti, tra il tallone e la crapette e lascia il turno al suo avversario.
Il principio del gioco è simile a quello di un solitario:
- Gli 8 spazi al centro servono per costruire serie di carte dello stesso seme (picche, cuori, fiori, quadri), iniziando con un Asso e finendo con un Re. Bisogna posizionare prioritariamente nelle pile centrali le carte visibili del proprio gioco (crapette, tallone o scarti) e quelle esterne delle colonne laterali. Il giocatore può anche senza obbligo, se lo desidera, posizionare le carte scoperte del suo avversario, dalla sua crapette o dalla sua pila di scarti.
- le altre 8 posizioni del tavolo di gioco servono per costruire serie temporanee decrescenti, alternando i colori: rosso (cuori o quadri) e nero (picche o fiori).

È possibile spostare le carte solo una per una; una casella vuota può ricevere qualsiasi carta.
La prima carta del tacco e quella della crapette possono essere posizionate sul tabellone rispettando le regole già specificate. obbligo di giocare la crapette se c'è una piazza vuota. poi, quello del tallone, si gira quello successivo. Se all'inizio o durante il suo turno (ma non alla fine), il suo tallone è vuoto, gira il suo spazio vuoto che forma il suo nuovo tallone. Inoltre, la carta gap non può essere giocata dal giocatore.
Al contrario, un giocatore può aggiungere una carta alla crapette o agli scarti del suo avversario. la carta aggiunta deve essere dello stesso seme (picche, cuori, fiori, quadri) e di valore immediatamente inferiore o superiore alla carta in cima alla pila.
Il primo giocatore a posizionare tutte le proprie carte sul tabellone vince la partita.
Sono possibili quattro modi di giocare :
- Un giocatore gioca finché può, come descritto sopra. Spetta poi al suo avversario giocare.
- Durante il gioco, l'avversario può interrompere il giocatore, dicendo " Crapette ! », se dimentica di posizionare una carta visibile su una delle pile centrali. In questo caso il giocatore lascia il gioco così com'è, mette la sua carta dalla sua parte e il turno passa all'avversario.
- Durante il gioco, l'avversario può interrompere il giocatore, dicendo " Crapette ! ", se quest'ultimo non ha visto una combinazione di mosse che consenta di posizionare una carta, sia da una delle pile esterne, sia dalla crapette, sia dal tallone, in una delle pile centrali, anche giocando contro il proprio gioco. In questo caso il giocatore lascia il gioco così com'è, mette la sua carta dalla sua parte e il turno passa all'avversario. L'avversario deve ovviamente dimostrare immediatamente la combinazione.
- La versione più difficile è simile alla precedente, con alcune differenze. Le priorità sono in ordine:
  - Posizionare una carta visibile in una pila al centro ; se al centro possono stare più carte, bisogna mettere quella che richiede la minima manipolazione
  - Giocare una carta dalla propria crapette se c'è una casella libera al centro o su una pila
  - Giocare una carta dal tallone sia al centro sia su una pila.

Se un giocatore non rispetta queste priorità, l'avversario può dichiarare " Crapette ! » e prende il suo turno.